# 용삭
용삭(龍朔, 661년 2월 ~ 663년)은 당나라(唐) 고종(高宗) 이치(李治)의 세번째 연호이다. 2년 10개월 동안 사용하였다.

## 개원
- 현경(顯慶) 6년 2월 30일[1](661년 4월 4일)에 연호를 용삭(龍朔)으로 개원함.[2][3][4][5]

- 용삭(龍朔) 3년 12월 21일[6](664년 1월 24일)에 연호를 인덕(麟德)으로 정하고, 다음 해 1월 1일[7](664년 2월 2일)에 개원함.[2][3][8][5]

## 연대 대조표
| 용삭       | 원년       | 2년        | 3년        |
| 서기(西紀) | 661년      | 662년      | 663년      |
| 간지(干支) | 신유(辛酉) | 임술(壬戌) | 계해(癸亥) |

## 같이 보기
- 중국의 연호 목록